# ويليام بارتون (سياسي)
ويليام بارتون (بالإنجليزية: Andrew William Barton)‏ هو سياسي بريطاني (وحمل سابقاً جنسية المملكة المتحدة لبريطانيا العظمى وأيرلندا)، ولد في 5 أغسطس 1862، وتوفي في 9 يوليو 1957. حزبياً، نشط في الحزب الليبرالي. في الانتخابات العمومية البريطانية في يناير 1910 ‏، انتخب عضو برلمان المملكة المتحدة الـ29 عن دائرة Oldham (UK Parliament constituency) ‏ (15 يناير 1910 – 28 نوفمبر 1910) وفي الانتخابات العمومية البريطانية في ديسمبر 1910 ‏، انتخب عضو برلمان المملكة المتحدة الـ30 عن دائرة Oldham (UK Parliament constituency) ‏ (3 ديسمبر 1910 – 25 نوفمبر 1918) وفي الانتخابات العمومية البريطانية 1918 ‏، انتخب عضو برلمان المملكة المتحدة الـ31 عن دائرة Oldham (UK Parliament constituency) ‏ (14 ديسمبر 1918 – 26 أكتوبر 1922).